# 切羅基村 (阿肯色州)
切羅基村（英語：Cherokee Village）是一個位於美國阿肯色州富爾頓縣和夏普縣的城市。

## 地理
切羅基村的座標為36°17′36″N 91°34′20″W / 36.29333°N 91.57222°W，而該地的平均海拔高度為193米（即633英尺）。

## 人口
根據2020年美國人口普查的數據，切羅基村的面積為55.19平方千米，當中陸地面積為52.91平方千米，而水域面積為2.28平方千米。當地共有人口4780人，而人口密度為每平方千米86人。